# اویگن دوکر
اویگن دوکر (آلمانی: Eugen Dücker; ۱۰ فوریه [سبک قدیمی: ۲۹ ژانویه] ۱۸۴۱ – ۶ دسامبر ۱۹۱۶) نقاش رمانتیسم اهل آلمانی‌های بالتیک بود.
وی از سال ۱۸۵۸ تا ۱۸۶۲ نقاشی و مجسمه‌سازی را در آکادمی امپریال هنر، سن پترزبورگ آموخت، پس از فارغ‌التحصیلی یک کمک هزینه شش ساله تحصیلی اروپا دریافت کرد و به مونیخ و کارلسروهه رفت، در سال ۱۸۶۴ به دوسلدورف رفت و تا پایان عمر در آنجا ماند. در دوسلدورف به تدریس نقاشی پرداخت و سپس در سال ۱۸۷۲ به‌عنوان استاد در مدرسه هنر دوسلدورف مشغول به کار شد، دو سال بعد با رجینا اشنیلوخ ازدواج کرد.

## نگارخانه

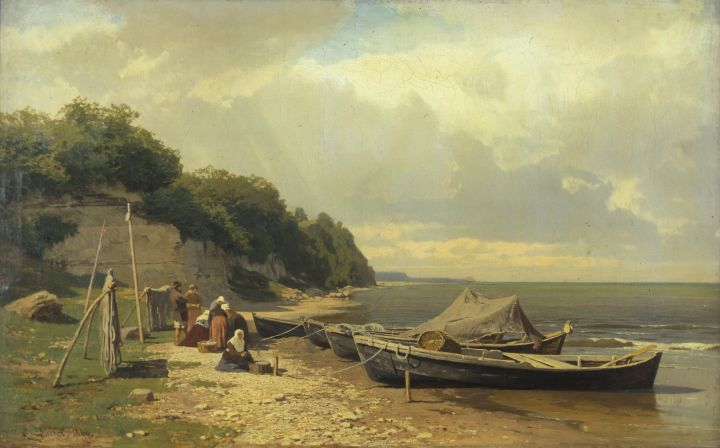
ساحل در تیسکر (تالین) (۱۸۶۶)
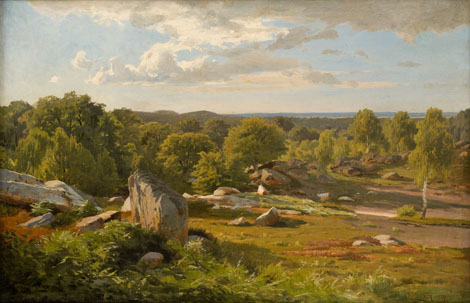
Rügen landscape (1869)
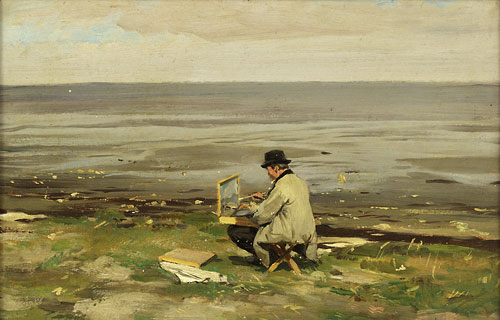
Self-portrait, by the Baltic Sea (ca. 1900)
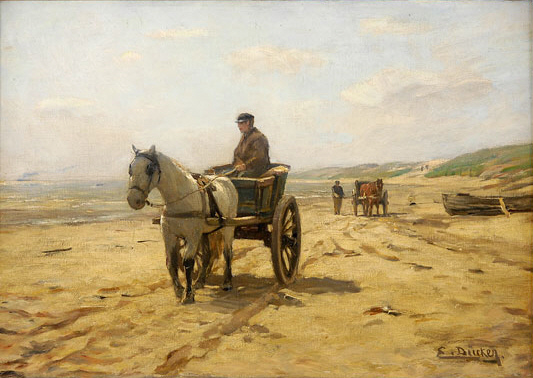
Crab Fisher on the Ostseestrand